# Do Not Adjust Your Set
Do Not Adjust Your Set (DNAYS) (zu dt. etwa: Stellen Sie Ihren Fernseher nicht nach) war in den 1960er Jahren eine TV-Serie des britischen Privatsenders ITV, die man ursprünglich als Kinderserie konzipiert hatte. Produziert wurde sie zu Beginn von Associated-Rediffusion London (unter dem Produzenten Humphrey Barclay), später von Thames Television (unter Ian Davidson) und lief vom 26. Dezember 1967 bis zum 14. Mai 1969.

## Titel
Der Name der Show nahm eine Anzeige auf, die von der Fernsehanstalt bei einem Übertragungsproblem eingeblendet wurde und die zu dieser Zeit häufig auf dem Bildschirm zu sehen war. Die Aufforderung sollte den Zuschauer davon abhalten, die Ursache für die Übertragungsmängel bei seinem Apparat zu suchen. Auf satirische Weise bezog der Titel diese Anweisung nun auf die eigene Sendung.

## Besetzung
Die Serie war der erste Auftritt vieler Schauspieler und Komödianten, die später Berühmtheit erlangten, wie Denise Coffey, David Jason sowie Terry Jones, Eric Idle und Michael Palin, die danach zusammen mit John Cleese und Graham Chapman von At Last the 1948 Show und Terry Gilliam die legendäre Komikergruppe Monty Python gründeten.
In jeder Folge trat die Bonzo Dog Doo-Dah Band mit einem Lied auf, wie auch die Bob Kerr’s Whoopee Band ihre ersten Auftritte in dieser Serie hatte. Die Musiker spielten auch immer wieder als Nebendarsteller bei den Sketchen mit.

## Inhalt
Obwohl ursprünglich als Kindersendung entworfen, erlangte sie rasch einen Kultstatus unter den erwachsenen Zuschauern. Tatsächlich konnte vieles aus dem Programm als Erwachsenenformat betrachtet werden. Die Art, wie die Sendung ein Familienpublikum ansprach, kann mit der Wirkung der TV-Serie The Goodies verglichen werden.
Die Folgen umfassten eine Serie von oft bizarren, surrealen und immer wieder satirischen Sketchen, die sich in einem zusammenhanglosen Stil aneinanderreihten. Diese Darstellungsform wurde danach in Monty Python’s Flying Circus weitaus bekannter, dessen erste Sendung fünf Monate nach Ende der Serie ausgestrahlt wurde. Mindestens ein Sketch aus DNAYS wurde nachfolgend bei Monty Python noch einmal verwendet.
In Do Not Adjust Your Set lässt sich bereits der Hang zum Absurden erkennen, der später zum Markenzeichen von Monty Python wurde. Bei den letzten Episoden der Serie wurden zwischen den Sketchen verrückte Animationen eingestreut, die von dem damals unbekannten Terry Gilliam eigenhändig erstellt worden waren und die ebenfalls danach von den Pythons übernommen wurden. Hierzu gehörten Teile seiner „Christmas cards“-Animationen, die später in dem Showabschnitt „Joy to the World“ wieder auftauchten und auch in Gilliams Kurzanimationsfilm Storytime übernommen wurden.
Eine immer wiederkehrendes Element der Show war Captain Fantastic, eine Parodie auf einen Superhelden (Jason), der in unwahrscheinlichen, oft makabren Abenteuern gegen seine Widersacherin, die böse Mrs. Black (Coffey) antreten musste. Diese Abschnitte wurden im Übrigen vollständig an Schauplätzen in und um London gedreht. Die ziemlich unheimlichen Feinde kamen denen in der Serie  Mit Schirm, Charme und Melone  gleich.
Im Jahre 1968 gewann die Serie einen internationalen Preis, den Prix Jeunesse, in München.

## Episoden
- Staffeln
  - Erste Staffel: 14 Episoden von 30 Minuten, ausgestrahlt zwischen dem 26. Dezember 1967 und dem 28. März 1968, jeweils donnerstags um 17:25 Uhr.
  - Zweite Staffel: 13 Episoden von 30 Minuten, ausgestrahlt zwischen dem 19. Februar 1969 und dem 14. Mai 1969, mittwochs um 17:20 Uhr.
- Sondersendungen
  - Titellose Sondersendung von 30 Minuten, ausgestrahlt am 29. Juli 1968 (Montag) um 19:00 Uhr.
  - Do Not Adjust Your Stocking, 50 Minuten, ausgestrahlt am 25. Dezember 1968 (Mittwoch) um 16:10 Uhr.

Genauso wie ein anderer wichtiger Monty-Python-Vorgänger, die At Last the 1948 Show, gingen viele Episoden durch die Sparsamkeit einiger leitender Fernsehangestellter verloren, die die Bänder mit anderen Aufnahmen überspielten, um die Anschaffungskosten der damals teuren Medien gering zu halten. Der Bedeutung, die diese Aufzeichnungen für die Dokumentation der Entwicklung der britischen Comedy gehabt hätten, war man sich zur damaligen Zeit nicht bewusst. Die unversehrten Episoden wurden überdies selten wiederholt.

## DVD-Ausgabe
Neun der vierzehn Episoden der ersten Staffel (wahrscheinlich sind alle erhalten) wurden im August 2005 in Großbritannien und in den USA auf DVD veröffentlicht. Beide Ausgaben verwenden das Farbübertragungssystem NTSC mit Region 0 Disks und waren von den originalen Videobändern zuerst auf Film übertragen worden, bevor sie für die Erstellung der DVD verwendet wurden.
Das Bild auf der Verpackung suggeriert, dass Gilliams Trickfilme ebenfalls Teil dieser Episoden wären, was sie jedoch nicht sind. Dafür beinhaltet diese DVD die Episode Nr. 7, in der die Bonzo Dog Doo Dah Band ihren Song Death Cab for Cutie spielt, der später auch in dem Beatles-Film Magical Mystery Tour dargeboten wurde.